# Річкова акула гангська
Річкова акула гангська (Glyphis gangeticus) — акула з рід Річкова акула родини сірі акули. Інші назви «ангар», «тамасі», «довгохвоста акула», «тигрова риба». Тривалий час вважалася підвидом акули-бика. Лише нещодавно, у 1996 році визначено як самостійний вид річкових акул.

## Опис
Загальна довжина становить 2,04 м. Зовнішню схожа на акулу-бика. Голова коротка та широка. Очі невеликі з мигательною перетинкою. Рот середнього розміру. На верхній щелепі розташовано 32-37 відносно великих зубів трикутної форми з пильчастою крайкою. На нижній щелепі — 31-34 тонких та прямих зубів. У неї 5 пар зябрових щілин. Тулуб обтічний, черево товсте. Осьовий скелет нараховує 169 хребців. Грудні плавці великі, серпоподібної форми. Має 2 спинних плавця, з яких перший значно більше за задній. Передній спинний плавець трохи зігнутий назад, кінчик округлий. Він розташований позаду грудних плавців. Задній спинний плавець — навпроти анального. Хвостовий плавець гетероцеркальний, верхня лопать більш розвинена, має виїмку-«вимпел».
Забарвлення спини сіро-сталеве з коричнюватим відтінком. Черево має попелясто-білий або білий колір.

## Спосіб життя
Зустрічається у каламутній воді. Здатна перебувати у прісній воді найбільший проміжок часу серед інших акул. Водночас чудово переносить перебування у морській воді. Полює на здобич завдяки своєї бокової лінії та інших органів відчутів, оскільки має доволі поганий зір. Живиться костистою рибою, скатами, ракоподібними, молюсками.
Статева зрілість настає при розмірах 1,7-1,8 м. Це живородна акула. народжені акуленята сягають 60 см.
Є об'єктом значного вилову місцевими рибалками. М'ясо їстівне, також цінується жир, який з неї добувається. Жир цей використовується в індійській медицині.
Вважається акулою-людожером. Проте достеменних фактів нападу на людину не зафіксовано. На думку низки вчених напади акули-бика вважають атаками гангської акули.

## Розповсюдження
Мешкає у гирлі річки Ганг, річкова система Хуглі (Індія, Бангладеш), а також на значні частині цієї річки. Звідси походить назва цієї акули. окрім того зустрічається у притоках Гангу — Брахмапутра та Маханаді у штатах Біхар, Орісса й Ассам.